# Biszentó

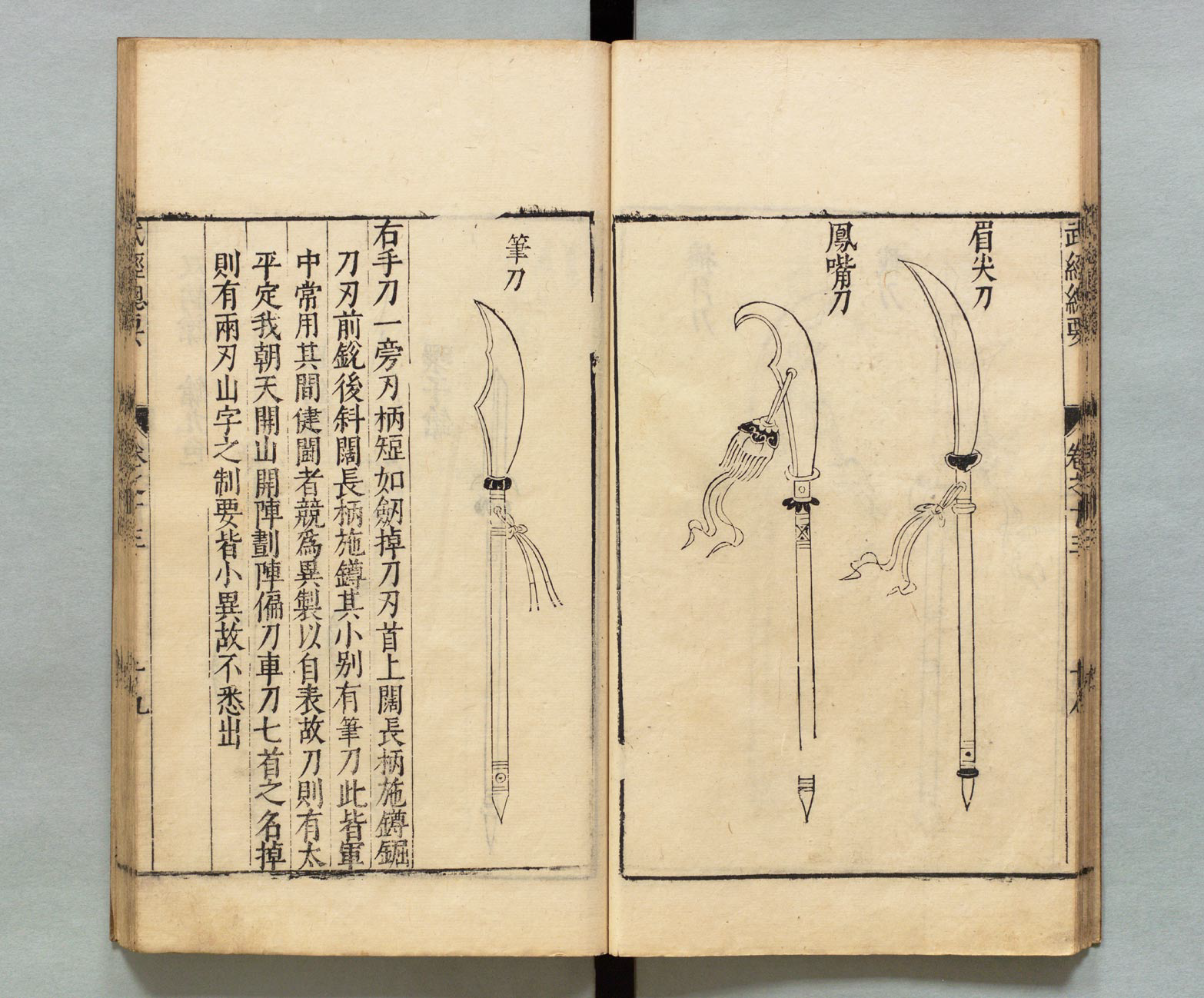
Biszentók ábrázolása egy 1040-ből származó könyvben

A biszentó nagyméretű pengével ellátott, japán feudális kori szálfegyver. A naginatára hasonlít, de még annál is nagyobb és súlyosabb fegyver. Súlyánál fogva alkalmas volt a páncél átvágására, de egy lovas felbuktatására is alkalmas volt. Speciális mozgásformát dolgoztak ki a használatára, mivel a súlya miatt csak teljes testtel lehet kezelni. A harcokban a seregnek külön biszentóalakulata volt.
A biszentó nem igazán japán fegyver, ugyanis egy Kínából menekült harcos kezdte el készíteni Honsú szigetén, a széles pengéjű kínai kardok mintájára. Valószínűleg a kwan dao nevű kínai fegyver az elődje.
A hagyomány szerint a fegyvert nindzsák és parasztok használták.

## Fordítás
- Ez a szócikk részben vagy egészben  a   Bisento című angol Wikipédia-szócikk fordításán alapul.  Az eredeti cikk szerkesztőit annak laptörténete sorolja fel. Ez a jelzés csupán a megfogalmazás eredetét és a szerzői jogokat jelzi, nem szolgál a cikkben szereplő információk forrásmegjelöléseként.